# بلاز رولا
بلاز رولا (انگلیسی: Blaž Rola؛ زادهٔ ۵ اکتبر ۱۹۹۰) یک تنیس‌باز اهل اسلوونی است.